# Pablo Castellano
Pablo Castellano Cardalliaguet (Madrid, 31 de mayo de 1934) es un abogado, político y sindicalista español, socialista de izquierda y republicano federal.

## Actividad en la clandestinidad
Madrileño de nacimiento y con «un buen cuarterón de sangre judía», sus padres (un ferroviario y una farmacéutica) eran naturales de Hervás, en el valle del Ambroz (provincia de Cáceres).

### Estudiante anarquista
Su ejecutoria política se inició en sus años de estudiante, cuando entró en contacto con las ideas anarquistas, ingresando en las Juventudes Libertarias. Participó en las protestas universitarias de febrero de 1956 contra la dictadura del general Franco. Licenciado en Derecho en 1957 por la Universidad Central de Madrid, trabajaría como obrero en dos fábricas parisinas antes de ejercer como abogado, adscrito a los Colegios de Madrid, desde 1958, y Cáceres, 1978.

### Líder de la Agrupación Socialista Madrileña
En 1964 entró en el Partido Socialista Obrero Español (PSOE) y en el sindicato Unión General de Trabajadores (UGT), entonces organizaciones en la clandestinidad; reorganizando la Agrupación Socialista Madrileña y convirtiéndose en la personalidad más conocida del socialismo del interior.[cita requerida]
Este paso del anarquismo al socialismo democrático no debe entenderse como una ruptura con sus raíces libertarias, pues éstas dejarán marca en su actitud antiautoritaria y de rechazo del burocratismo y el hiperliderazgo, definiéndose como socialista libertario.
En el Colegio de Abogados de Madrid se dio a conocer pronto por su activa participación en el grupo de Abogados Jóvenes. Asimismo colocó su despacho profesional al servicio de su compromiso político y sindical, fue firma habitual en El Socialista y la revista Cuadernos para el Diálogo, ejerció como abogado defensor de presos políticos y, a su vez, fue objeto de varias detenciones y procesos.
Formó parte de las Comisiones Ejecutivas del PSOE (1971-1975) y de la UGT (1971-1976), bajo el alias de Hervás en la clandestinidad.
En aquel entonces se consolidaba un movimiento de renovación en las filas socialistas, cuando todo el interior y una parte del exilio intentaban desplazar a la dirección que encabezaba, desde el exilio, el secretario general Rodolfo Llopis, posición que acabaría triunfando en el Congreso de la UGT de 1971 y en el del PSOE de 1972. Llopis no aceptaría ser presidente del partido —pretendía seguir como secretario general—, provocando una ruptura que escinde el partido en dos: el PSOE Histórico de Llopis y el PSOE Renovado, que tendrá una dirección colegiada en la que Castellano desempeñaría la secretaría de Relaciones Internacionales (al igual que en la UGT).
El Congreso de 1974 del PSOE Renovado, celebrado en Suresnes (Francia), habría de ser el de la ordenación de esa renovación, mediante la elección de un primer secretario. Castellano sería entonces uno de los partidarios de que Nicolás Redondo —secretario general de UGT— accediese al puesto. No obstante, Redondo rehusó la oferta y llegó a un acuerdo con Felipe González, que finalmente sería elegido secretario con la oposición, casi en solitario, de la Agrupación Socialista Madrileña.
En esos años fue también representante del partido en el Consejo Federal Español del Movimiento Europeo y en la Plataforma de Convergencia Democrática.

## Actividad durante la transición y la democracia

### Portavoz de Izquierda Socialista

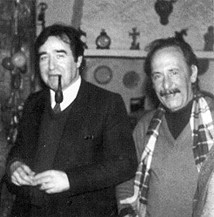
Pablo Castellano (a la derecha), junto a Luis Gómez Llorente en 1983, cuando ambos dirigían Izquierda Socialista.

En las primeras elecciones generales, el 15 de junio de 1977, sería elegido diputado de las Cortes Constituyentes por la provincia de Cáceres, revalidando su escaño en los comicios de 1979 y 1982. Asimismo fue secretario de la mesa del Congreso y miembro de la Comisión Constitucional durante la Legislatura Constituyente, y posteriormente presidiría la Comisión de Justicia e Interior.
Entre 1976 y 1978 fue miembro del Comité Federal del PSOE.
La actitud personalista de González llevaría a la contestación en el seno del PSOE de la corriente más crítica, liderada por Castellano, que rechazaba la socialdemocratización del partido y el culto a la personalidad del nuevo secretario general.
Las contradicciones internas estallaron en el Congreso de 1979, con la pretensión de González de abandonar el marxismo como referente ideológico del partido; lo que originó la constitución de una corriente interna, Izquierda Socialista (IS), cuyos principales dirigentes serían Luis Gómez Llorente, Francisco Bustelo y Pablo Castellano.
Ese mismo año publicó su ensayo Sobre el partido obrero, en el que reivindica un partido federal y democrático:

«Está claro que Felipe tiene una concepción de partido realmente centralizado y lideralizado, frente a nuestra concepción de un partido cada día más democrático y federal, y de un partido socialdemócrata e interclasista frente a nuestra concepción de partido de clase.»

«Ha quedado clarificada la ideología en cuanto a socialdemócratas y socialistas, y el proceso de clarificación orgánica también se ve: un partido centralizado y con predominio absoluto de la burocracia y la jerarquía frente a un partido de base con una enorme autonomía de las agrupaciones locales y regionales, y un enorme margen de actuación política sin interferencias del poder central».

En septiembre de 1979 es elegido presidente del partido en Cáceres, promoviendo la reorganización de la agrupación provincial y contribuyendo a la puesta en marcha de las instituciones autonómicas extremeñas. Fue el primer consejero de Trabajo de la Junta preautonómica (1978-1979) y el primer presidente de la Asamblea de Extremadura (1983).
Como portavoz de Izquierda Socialista hizo declaraciones y promovió mítines, marchas y manifestaciones de carácter ecologista, antinuclear, feminista, por los derechos de los homosexuales, por el amor libre, anti-OTAN y por el desmantelamiento de las bases norteamericanas.
En 1985 dejaría su escaño al ser nombrado vocal del Consejo General del Poder Judicial en calidad de jurista de reconocido prestigio, responsabilidad que ocuparía hasta 1989.
Durante la campaña de cara al referéndum de 12 de marzo de 1986 sobre la permanencia de España en la Alianza Atlántica, y en contra de la posición oficial atlantista del Gobierno de González, participó activamente en la Plataforma Cívica Anti-OTAN; lo que le costó una reprobación por parte de la dirección del partido.
Asimismo, promovió las primeras jornadas de trabajo de Izquierda Socialista, celebradas el 6 y 7 de diciembre de 1986 en Hervás.
Finalmente, el 20 de octubre de 1987 fue expulsado del PSOE por denunciar un caso de tráfico de influencias que afectaba al número 3 del partido, Txiki Benegas, al que acusó de mantener supuestos negocios con el político y empresario Abel Matutes. Se le dio de baja sin previo expediente de expulsión, lo cual era antiestatutario.

### Presidente del Pasoc
En 1989 pasó a residir en Palma de Mallorca, afiliándose al Partido de Acción Socialista (Pasoc) —el antiguo PSOE Histórico—, uno de los partidos fundadores del movimiento sociopolítico Izquierda Unida (IU).
Entre 1989 y 1999 sería miembro de la Presidencia Federal de IU.
En el IV Congreso Federal del Pasoc (mayo de 1990) fue elegido presidente del partido, puesto que mantendría hasta 2001.
En las elecciones generales de 1989 fue elegido nuevamente diputado, número dos de la candidatura de IU por la provincia de Madrid, siendo presidente de la Comisión de Educación y Cultura. En 1996 volvería a obtener su escaño por la misma circunscripción.
Es colaborador periodístico de múltiples revistas y diarios, conferenciante y autor de varios libros sobre temas político-sociológicos. La Asociación de Periodistas Parlamentarios le otorgó en distintas ocasiones el Premio Emilio Castelar y el Premio Argüelles al mejor orador del Congreso de los Diputados.
En 1994 publicó Yo sí me acuerdo: apuntes e historias, sus memorias; y en 1996, Gota a gota, una amplia selección de sus artículos de opinión en la prensa.
En 1995 saltaría a la luz el escándalo de las escuchas ilegales del Cesid, que espió a distintas personalidades de la sociedad española, entre ellos a Pablo Castellano.
En noviembre de 1996 fue miembro del Tribunal Internacional por Crímenes Contra la Humanidad Cometidos por el Consejo de Seguridad de Naciones Unidas en Irak, iniciativa cívica de intelectuales y profesionales del Derecho contrarios al embargo a ese país.
Ante la falta de autocrítica de la dirección de IU tras varios reveses electorales, dimitió de la Presidencia Federal de la organización en 1999.
Sus discrepancias con la línea política de Izquierda Unida, que a su juicio estaba muy alejada de su proyecto original y conllevaba «quiebra económica, desorientación política y confusionismo ideológico»; le llevaron a defender en el VII Congreso Federal del Pasoc (abril de 2001) la tesis de que el partido debía abandonar IU y recuperar su soberanía, tesis finalmente aprobada por amplia mayoría.

### Comentarista independiente
En 2001 se jubiló como letrado tras cuarenta y tres años de profesión, retirándose de la política activa, pero manteniendo su compromiso político como militante del socialismo democrático -sin vinculación a ningún partido político-.
Ese mismo año vería la luz su ensayo Por Dios, por la Patria y el Rey: una visión crítica de la transición española, donde hace un ajuste de cuentas con la forma en que se hizo la transición a la democracia.
Ante el referéndum de febrero de 2005 se pronunció por el No a la Constitución europea.
Es comentarista independiente en distintos medios de comunicación: escribía en el desaparecido semanario La Clave y, desde 1994, ha estado vinculado al programa Protagonistas -inicialmente en Onda Cero y ahora en Punto Radio-, primero como tertuliano y, desde septiembre de 2009, como colaborador en la sección semanal Gobierno en la sombra. Asimismo es tertuliano de los programas El gato al agua y Otro gallo cantaría, en Intereconomia TV.
Ha apoyado activamente a Ciutadans-Partido de la Ciudadanía en su manifiesto "Cataluña somos todos" y en la campaña electoral para las elecciones autonómicas catalanas de 2010.

## Obras
- Castellano, Pablo (1979). Sobre el partido obrero. Barcelona: Iniciativas Editoriales-El Viejo Topo. ISBN 84-7311-045-5.
- Castellano, Pablo (1994). Yo sí me acuerdo: apuntes e historias. Madrid: Temas de Hoy. ISBN 84-7880-460-9.
- Castellano, Pablo (1996). Gota a gota. Madrid: EILEA. ISBN 84-7970-006-8.
- Castellano, Pablo (2001). Por Dios, por la Patria y el Rey: una visión crítica de la transición española. Madrid: Temas de Hoy. ISBN 84-8460-104-8.